# Werken
Werken är en ort i Belgien.   Den ligger i provinsen Västflandern och regionen Flandern, i den västra delen av landet, 100 km väster om huvudstaden Bryssel. Werken ligger 4 meter över havet och antalet invånare är 1 050.
Terrängen runt Werken är mycket platt. Runt Werken är det tätbefolkat, med 308 invånare per kvadratkilometer.. Närmaste större samhälle är Roeselare, 14,4 km sydost om Werken. 
Trakten runt Werken består till största delen av jordbruksmark.